# وضوح طیفی

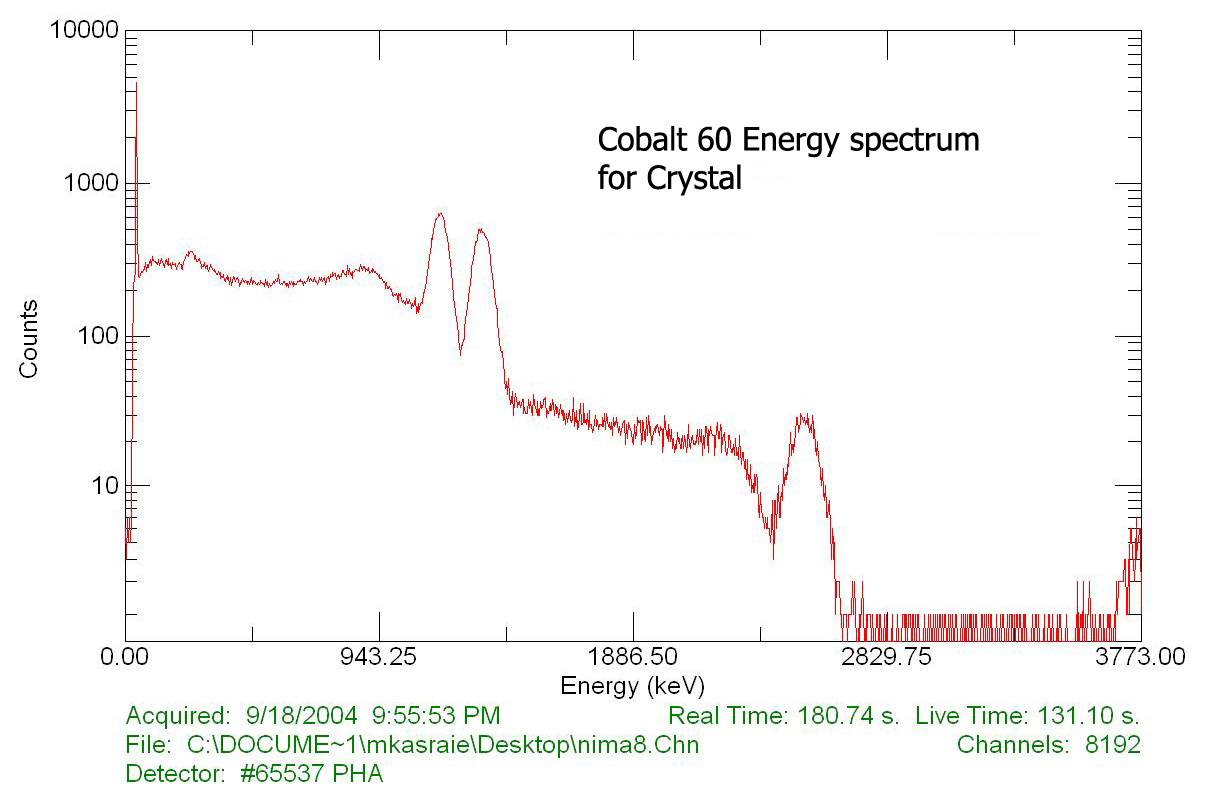
توزیع فراوانی انرژی آشکارسازی شده کوبالت ۶۰

وضوح طیفی یا قدرت تفکیک‌پذیری طیفی (به انگلیسی: Spectral resolution) در فیزیک پزشکی و علوم مرتبط، به توانایی یک سیستم برای متمایزسازی فرکانس یا انرژی‌های پرتوهای آشکارسازی شده در یک سیگنال را گویند.
می‌توان تعریف زیر را در نظر گرفت:
{\displaystyle R=\lambda /\Delta \lambda }
که در آن Δλ کوچک‌ترین اختلاف در طول موج امواجی است که می‌توان آن‌ها را در طول موج λ متمایز دید. به‌طور نمونه اگر در یک اسپکتروگراف بتوان اجزایی را ۰٫۱۷ نانومتر از یکدیگر در طول موج ۱۰۰۰ نانومتر دید، قدرت تفکیک آن ۵,۹۰۰ خواهد بود.